# لیکشر (مریلند)
لیکشر (به انگلیسی: Lake Shore) شهری در ایالت مریلند کشور ایالات متحده آمریکا است که جمعیت آن در سرشماری سال ۲۰۱۰ میلادی، ۱۹٬۴۷۷ نفر بوده‌است.